# Alfred Brauner
Pour les articles homonymes, voir Brauner.
Alfred Brauner (né le 3 juillet 1910 à Saint-Mandé et mort le 1er décembre 2002 à Paris 12e) est un écrivain, sociologue de l'enfance et pédagogue franco-autrichien qui a été volontaire dans les Brigades internationales pendant la guerre civile espagnole et membre de la Résistance pendant l'Occupation. Il a consacré sa vie au service des enfants réfugiés, déplacés ou dits « inadaptés », participant à l'accueil des enfants juifs survivants de la Nuit de Cristal, ainsi que des camps de Buchenwald et d'Auschwitz de 1939 à 1946 et travaillant sur l'autisme infantile dès 1956. Auteur des ouvrages de référence, « Ces enfants ont vécu la guerre », « Les Enfants des Confins », « Vivre avec un enfant autistique », « J'ai dessiné la guerre » et « L'accueil des enfants survivants », il est pionnier avec son épouse Françoise Brauner de l'analyse du dessin de l'enfant dans la guerre, créant dès 1937 la première collection de dessins-témoignages afin d'offrir une perspective unique des principaux conflits du XXe siècle à travers le regard des enfants.

## Biographie

### Jeunesse et formation
Né en 1910 à Saint-Mandé de parents austro-hongrois passant deux années en France pour des raisons professionnelles, Alfred Brauner est issu d'une prestigieuse famille viennoise. Son oncle maternel, Erwin Wexberg (de), est neuro-psychiatre et l'un des pionniers de la psychologie individuelle.  À Vienne, sa famille organisait des concerts de musique classique privés au Palais Eszterhazy où Sigmund Freud était convié,. Dans son enfance, il a connu les répercussions de la guerre et voit son père partir à la Première Guerre mondiale pour servir dans l'armée austro-hongroise. Pour le soustraire aux épidémies, ses parents l'envoient pendant la Première Guerre mondiale dans une famille en Moravie. En 1928, il rencontre Françoise Brauner (née Fritzi Riesel) dans un camp d'été pour étudiants en Autriche, qu'il épousera en 1936. Il soutient sa thèse de doctorat à l'université de Vienne en 1934, intitulée « L'unanimisme de Jules Romains », une correspondance s'établissant entre le jeune doctorant viennois et Jules Romains. Au moment de la mobilisation générale, Alfred sera mobilisé dans l’armée française à partir de 1939. Il est décoré de la croix de guerre 1939-1945, cité à l'ordre de la division lors de la bataille de l'Ailette. En 1946, il soutient à l'université de Paris une thèse d'État sur les « Répercussions psychiques de la guerre moderne sur l'enfance », puis présente la même année une thèse complémentaire intitulée « Plan, organisation et résultats de la maison de rééducation de l'enfance délinquante à Kaiserebersdorf près de Vienne (Autriche) ». Son jeune frère émigre aux États-Unis après la Nuit de Cristal et meurt le 6 octobre 1948 en Georgie dans l'accident d'avion militaire du Boeing-29 de la United States Air Force, ce qui donnera lieu à l'affaire judiciaire américaine United States v. Reynolds (en),,,.

### Carrière
Tout en poursuivant ses études à l'université de Vienne, Alfred Brauner commence son activité professionnelle en tant qu’éducateur dans un centre spécialisé dans l'enfance délinquante à Kaiserebersdorf à Vienne de 1928 à 1933. Pendant la guerre d’Espagne, il se porte volontaire dans les Brigades internationales et est placé à la tête d’un comité d’aide aux enfants évacués ou réfugiés (Comité pro-niños), en raison de son expérience antérieure avec des enfants «  inadaptés »,,,. Il s'agit d'un foyer pour enfants évacués de Madrid et des Asturies après la destruction de Guernica, le but étant d'aider les enfants espagnols des territoires républicains dans le pays même et dans la zone des combats,. Finalement, Alfred rentra en France après la défaite de la République espagnole,.
Durant la guerre d’Espagne, Alfred et son épouse Fritzi (Françoise) découvrent le traumatisme des enfants victimes des guerres après avoir reçu d’une classe de Barcelone un ensemble de dessins. Il s’agit, en plus d’enfants catalans scolarisés qui ont eu la chance de rester dans leur école, de réfugiés de Madrid qui ont assisté à des événements tragiques. Les époux Brauner font l'analyse pédo-psychiatrique du dessin de l'enfant, mode d'expression graphique privilégié du jeune enfant, en soulignant ce qui leur paraît caractéristique du dessin de l'enfant dans la guerre, prenant des notes, créant des fiches médicales et des questionnaires. Un thème triple est à retenir des dessins et rédactions d'enfants de la guerre d'Espagne : « Ma vie avant la guerre - Ce que j’ai vu de la guerre - Comment je vois ma vie après la guerre », fruit d'un concours organisé par Alfred Brauner parmi les enfants de Barcelone en 1938. C'est alors le début de leur œuvre sur les « enfants ayant vécu la guerre ». 4000 dessins d'enfants réfugiés et de nombreuses rédactions ont alors été recueillis en Espagne, qui plus tard, avec d'autres dessins d'enfants en guerre, permettront d'offrir un témoignage unique des conflits du XXe siècle à travers le regard des enfants. Leur projet de publication de dessins-témoignages d'enfants dans la guerre reçoit le soutien d'Ilya Ehrenbourg et de Romain Rolland qui « regardait cette collection comme d’un intérêt pédagogique, historique et humain considérable ». 
En 1939, aux côtés de Françoise Brauner, d'Ernest Jouhy et d'Harry Spiegel (de), Alfred Brauner accueille 130 enfants juifs, originaires du Palatinat, de Berlin et d'Autriche, rescapés de la Nuit de Cristal, au Château de la Guette, propriété de la famille Rothschild et mis à disposition par la baronne Germaine de Rothschild,. L'intention d'Alfred Brauner était d’analyser les problèmes posés dans le travail avec les enfants traumatisés par ce qu’ils avaient vécu et la séparation avec leur famille, dans le but de les adapter à une nouvelle vie et de les préparer à une insertion en France. Il s'agissait d'une recherche dans le domaine d'une sociologie de l'enfance comme pour les enfants de la guerre d'Espagne. Certains enfants étaient orphelins ; d'autres avaient été témoins de persécutions et n'étaient pas capables de décrire leurs expériences traumatiques dans leurs dessins. Alfred et Françoise Brauner suggérèrent alors l'écriture d'un "livre" à propos de deux enfants prénommés Peter et Liselotte, auquel tous les enfants pourraient contribuer. Alfred décrit ensuite cette expérience pédagogique dans sa thèse d'État soutenue en 1946, intitulée « Les répercussions psychiques de la guerre moderne sur l’enfance ».
À partir de janvier 1941, Alfred Brauner entre dans la Résistance intérieure française et aide la Résistance autrichienne en France, accueillant la direction du Front National Autrichien dans son appartement rue Bonaparte,. Les membres du Front National Autrichien venant tous les matins à heure précise, Alfred Brauner décida d'ouvrir un cours d’allemand comme couverture.
En 1945, Alfred Brauner participe à l'accueil de 444 garçons survivants des camps de concentration d’Auschwitz et de Buchenwald, l'Œuvre de secours aux enfants dirigée par Eugène Minkowski, s'étant fait attribuer le Préventorium d'Écouis,,,. Cet accueil des enfants rescapés de Buchenwald  dans des maisons d'enfants a inspiré le scénario du film français La Maison de Nina, ainsi que le documentaire canadien The Boys of Buchenwald (en).
Alfred Brauner se lance ensuite dans les publications pour la jeunesse en créant en 1945 la collection « Chiche ! La nouvelle édition » avec les dessinateurs Erik et Eugène Gire,. De 1946 à 1953, il s'investit, pour l'association Tourisme et Travail, dans le développement de colonies de vacances dans toute la France. Avec l'architecte François Peatrick, il apporte des idées novatrices au concept de village d'enfants, en présentant un projet d'un centre de vacances pour jeunes qui sera construit par la société Dunlop,.
En 1950, Alfred Brauner créé le « Groupement de Recherches Pratiques pour l’Enfance » qui regroupe les professionnels de l’enfance afin d’élaborer des méthodes médico-pédagogiques destinées à l’éducation des enfants handicapés mentaux. En 1955, il fonde un hôpital de jour pour enfants handicapés mentaux et physiques à Paris, qui sera transféré à Saint-Mandé en 1960 et travaille à la réadaptation de ces enfants dits « inadaptés » en privilégiant l’aspect éducatif,. Alfred Brauner a été le parrain de l'association Enfants Réfugiés du Monde, ainsi que l'unique président non-médecin de la Société française de psychopathologie de l'expression et d'art-thérapie (SFPE-AT),. Il a été récompensé de la médaille Hans Prinzhorn de la Société germanophone de la psychopathologie de l'expression (DGPA) en 1976,. En 1986, Jacques Chaban-Delmas lui offre la médaille de la ville de Bordeaux.
Au cours de leur carrière, les docteurs « Fred et Fritzi Brauner » ont analysé des dessins-témoignages d’enfants collectés dans le monde entier auprès d'enfants d'une vingtaine de pays en guerre : la guerre des Boers, la Première Guerre mondiale, la guerre d’Espagne, l'Allemagne hiltérienne, Pologne 1939, les camps de concentration, Hiroshima-Nagasaki, Polisario, le Conflit israélo-palestinien, la guerre du Liban, la guerre d'Algérie, la guerre du Sahara occidental, El Salvador, Afghanistan, guerre du Golfe, Bosnie, Tchétchénie, etc..
Du 18 janvier au 10 février 1999, au siège de l’Unesco de Paris, lors de l’exposition de plus de 200 dessins d'enfants ayant vécu la guerre, intitulée « J'ai dessiné la guerre. Un siècle de dessins d'enfants dans les guerres (1900-1999) », sous le haut parrainage et en présence de Simone Veil, ces dessins-témoignages appartenant à la collection Brauner ont été considérés comme faisant partie du « patrimoine de l’humanité » et ont révélé l'impact de la violence extrême de la guerre pour l'enfant. Cette exposition a ensuite été montrée à Hiroshima, Jérusalem, Budapest, Vienne et dans plus de 40 villes d'Allemagne. Du 7 au 9 décembre 2011, un hommage pour le 100e anniversaire de la naissance des époux Brauner est organisé au siège de l'Unesco, avec un colloque international intitulé « Enfances en guerre. Témoignages d'enfants sur la guerre ».

### Prix et honneurs
- 2002 : Premio Margherita Zoebeli, « La bussola dell’educazione », Rimini, Italie
- Parrain de l'association « Enfants Réfugiés du Monde »
- 1986 : Médaille de la ville de Bordeaux
- 1981 : Prix Monza pour l'ouvrage « Vivre avec un enfant autistique », Biblioteca Italiana Per Ciechi « Regina Margherita », Villa Reale, Monza, Italie
- 1979 : First Prize, International Rehabilitation Film Festival dans la catégorie « Mental Health Professional » pour le film « Maison sans fenêtres », New York City, États-Unis
- 1976 : Médaille Hans Prinzhorn de la Société germanophone de psychopathologie de l'expression (DGPA), Munich, Allemagne
- 1970 : 3e prix, VIe Congrès de la Société internationale de Psychopathologie de l'expression (SIPE), Istanbul, Turquie
- 1970-1973 : Président de la Société française de psychopathologie de l'expression et d'art-thérapie
- 1967 : Prix de la meilleure utilisation des expressions plastiques en thérapeutique, pour le film « Trois enfants psychotiques s'expriment », Ve Congrès de la Société internationale de psychopathologie de l'expression (SIPE)
- Croix de guerre 1939-1945, citation à l'ordre de la division

## Publications (sélection)

### Thèses
- Plan, organisation et résultats de la maison de rééducation de l'enfance délinquante à Kaiser-Ebersdorf, près de Vienne (Autriche), thèse complémentaire, Paris, université de Paris, mars 1946.
- Les répercussions psychiques de la guerre moderne sur l'enfance, thèse d'État, Paris, université de Paris, 1946,  éd. impr. de Coquemard.
- Der Unanimismus Jules Romains, (L'unanimisme de Jules Romains), thèse, Vienne (Autriche), université de Vienne, 1934.

### Ouvrages individuels
- Enfants sans école, enfants de la guerre, réfugiés ou déplacés (préface par Françoise Brauner),  éd. ERES, Cahiers Binet-Simon, no 652, mars 1997.
- Psy, es-tu là ?, Quarante contes thérapipiques : désennuie-moi ! , Paris : Presses de Suisse,  éd. Groupement de recherches pratiques pour l'enfance, 1997  (ISBN 2-9511382-0-2)
- 150 après Jean Itard, Numéro spécial préparé par Alfred Brauner,  éd. Privat, coll. Lieux de France, 1988  (ISBN 2-7089-680-5-X)
- Pré-lecture,  éd. Éditions Sociales Françaises, 1980.
- Les Enfants des Confins, Paris,  éd. Grasset, coll. Collection D'homme à homme, 1976  (ISBN 2-246-00359-8)

Enregistrement sonore : Les Enfants des Confins, Entretiens sur l'autisme, Émission de France Culture, Alfred Brauner et Emmanuel Hirsch (real.), Madeleine Cooper (chant), Paris,  éd. Radio France, distrib. Auvidis, 1985.
- Recherches sur le pré-calcul,  éd. Éditions Sociales Françaises, coll. Cahiers du Groupement de recherches pratiques pour l'enfance, 1970.
- Pré-lecture, mots-affiches,  éd. Groupement de recherches pratiques pour l'enfance, 1967.
- (Illustrations de Bil), Titine et l'éducation moderne. Une satire., Saint-Mandé,  éd. Groupement de recherches pratiques, 1963.
- Pour en faire des Hommes. Étude sur le jeu et le langage chez les enfants "inadaptés sociaux",  éd. S.A.B.R.I., Paris, 1956.
- Nos livres d'enfants ont menti !, Paris,  éd. S.A.B.R.I., 1951 (préface de Henri Wallon).
- Ces enfants ont vécu la guerre, Paris,  éd. Éditions Sociales Françaises, 1946.
- (dir. Alfred Brauner), Les enfants espagnols et les Brigades internationales (trad. en 5 langues : Los niños espagnoles y las Brigadas internationales ; The Spanish children and the International Brigades ; Die spanischen Kinder und die Internationalen Brigaden ; Spanelské deti a Internacionalni Brigády),  éd. Comité Pro-Niños Españoles de las Brigadas Internacionales, Barcelone (typographie catalane), 1938.

### Ouvrages collectifs (avec F. Brauner)
- L'expression dramatique chez l'enfant, pris dans une guerre, handicapé mental, Paris,  éd. Cahiers du groupement de recherches pratiques pour l'enfance, 2001.
- L'accueil des enfants survivants, Paris,  éd. Cahiers du groupement de recherches pratiques pour l'enfance, 1994.
- J'ai dessiné la guerre. Le dessin de l'enfant dans la guerre,  éd. Elsevier (ed.Scientifiq.), Paris, 1991  (ISBN 2-7046-1378-8)
- L'Enfant déréel : histoire des autismes depuis les contes de fées. Fictions littéraires et réalités cliniques, Toulouse,  éd. Privat, coll. Sciences de l'homme, 1986  (ISBN 2-7089-7426-2)
- Progressions éducatives pour handicapés mentaux, Paris,  éd. PUF, 1983  (ISBN 2-13-037717-3)
- Vivre avec un enfant autistique, Paris,  éd. PUF, 2e édition, 1982, prix Monza, Année internationale des personnes handicapées  (ISBN 2-13-037414-X)
- L'expression psychotique chez l'enfant,  éd. PUF, 1978.
- Vivre avec un enfant autistique,  éd. PUF, 1978  (ISBN 2-13-037414-X)

Traduction espagnole : Vivir con un nino autistico,  éd. Paidos Iberica Ediciones S A, 1981  (ISBN 8475091148)
Traduction italienne : Vivere con un bambino autistico,  éd. Giunti Editore, 2007  (ISBN 8809041143)
- Dessins d'enfants de la guerre d'Espagne,  éd. Groupement de Recherches Pratiques pour l'Enfance, Saint Mandé, 1976.
- (avec A. Michelet), Écrits de E. Séguin, Saint-Mandé,  éd. G.R.P.E., 1976.
- Psychopathologie de l'expression - Dessins d'un garçon psychotique,  éd. Laboratoires Sandoz, 1969.
- Examen de l'acuité visuelle des enfants illettrés ou déficients mentaux,  éd. Éditions Sociales Françaises, 1968.
- Pour élever un enfant déficient mental (Vol. 1 & 2),  éd. G.R.P.E., 1968.
- Conseils aux éducateurs et familles. Pour élever un enfant déficient mental (Vol. 2),  éd. G.R.P.E., 1966.
- Conseils aux éducateurs et familles. Pour élever un enfant déficient mental (Vol. 1),  éd. G.R.P.E., 1965.
- Pour élever un enfant déficient mental (Vol. 3),  éd. Cahier du groupement de recherches pratiques pour l'enfance, 1965.
- Conseils aux familles. Pour élever un enfant déficient mental. L'éducation préparatoire (Vol. 2),  éd. G.R.P.E., 1964.
- (avec F. Brauner, L. Désignolle), Quelques médications psychotropes dans le traitement éducatif des enfants déficients mentaux,  éd. G.R.P.E., 1962.
- Conseils aux familles. Pour élever un enfant déficient mental. Le démarrage éducatif (Vol. 1),  éd. G.R.P.E., 1960.
- (avec F. Brauner, M. Cospen), Les bases d'une pédagogie de l'arriération mentale de la musicalité,  éd. S.A.B.R.I., Paris, 1959.

### Articles (sélection)
- (avec F. Brauner), "Anton Bruckner, « ce pauvre sot »...",  éd. ERES, Reliance 2007/2 (no 24), p. 140-143
- ‘’L'extermination des Boers, il y a cent ans’’, Sud/Nord, 2003/1 (no18), p. 30-33.
- « Biographie du docteur Françoise Brauner », dans Exterminations, Sud/Nord 2003/1 (no 18),  éd. ERES, p. 167-173.
- « Des jeunes pensent que... », Sud/Nord, 2002/1 (no 16), p. 107-111.
- (avec F. Brauner), Des guerres et des enfants handicapés mentaux, Revue Européenne du Handicap Mental, 2000, p. 29-37.
- Ces enfants ont vécu la guerre, Les enfants de la guette. Souvenirs et documents (1938-1945), Centre de documentation juive contemporaine (CDJC), 1999, p. 57.
- (avec F. Brauner), Pictures from an exhibition, Children in War: Drawings from the Afghan Refugee Camps, (Preface by Sayed B. Majrooh), Central Asian Survey, Incidental Papers Series n°5, London,  éd. Society for Central Asian Studies, 1986.
- (avec F. Brauner), Children's Drawings and Nuclear War, JAMA: The Journal of the American Medical Association 256(5):613-616 · août 1986
- (avec F. Brauner), Les enfants déportés pendant la deuxième guerre mondiale et leurs descendants, Revue de Neuropsychiatrie de l'enfance et de l'adolescence, N°6, 1985, p. 251-259.

### Filmographie (sélection)
- Pour en faire des hommes, Cinémath, Sandoz.
- Trois enfants psychotiques s’expriment, Cinémath, Sandoz, film primé, Paris.
- Loin du monde (autisme), Cinémath, Sandoz ; film primé, Ve Congrès de la société internationale de Psychopathologie de l'expression (SIPE), Paris, 1967.
- Comédiens QI +50, Cinémath Sandoz et Spécia, Tours : (3e prix), Istanbul, Turquie, 1970 ; Certificate of Merit Award, International Rehabilitation Film Festival, New York, 1979.
- Maison sans fenêtre, Cinémath, Sandoz et Spécia, 1979 : First Prize, International Rehabilitation Film Festival, New York, 1979).
- Enfants-masques, Cinémath, Sandoz.
- Inadaptés de 15 à 20, Groupement de Recherches pratiques pour l'Enfance.

### Bandes dessinées
- Brauner Fred (scénario), Erik (dessin), Jim, John et la Jeep, Collection Chiche ! La nouvelle édition, 2e semestre 1945.
- Brauner Fred (scénario), Erik (dessin), Jim, John et la Jeep traversent l'atlantique, Collection Chiche ! La nouvelle édition, 1945.
- Brauner Fred (scénario), Erik (dessin), Jim, John et la Jeep contre le mur de l'atlantique, Collection Chiche ! La nouvelle édition, 1945.
- Brauner Fred (scénario), Erik (dessin), Jim, John et la Jeep dans la bataille de Normandie, Collection Chiche ! La nouvelle édition, 1945.
- Nuchi A. (scénario), Gire Eu. (dessin), Guerre des Micropoussites, Collection Chiche ! La nouvelle édition, non daté.
- Brauner Fred (scénario), Gire Eu. (dessin), Télé et Fone. Petits messagers, Collection Chiche ! La nouvelle édition, avril 1945.
- Brauner Fred (scénario), Gire Eu. (dessin), Londa Brouille et Petrouchka, Collection Chiche ! La nouvelle édition, 1945
- Brauner Fred (scénario), Erik (dessin), Histoire de Huipatte et Hurrar, Collection Chiche ! La nouvelle édition, 1945.